# Jan Bülow
Pour les articles homonymes, voir Bülow (homonymie).
Jan Bülow (né le 21 juin 1996 à Berlin-Friedenau) est un acteur allemand.

## Biographie
Bülow suit une formation d'acteur de 2015 à 2019 à l'Académie des arts dramatiques Ernst Busch de Berlin. Avant de terminer sa formation, il est embauché par le Schauspielhaus de Zurich et est membre permanent de l'ensemble pour la saison 2018-2019. Son premier rôle est le rôle-titre dans Hamlet de William Shakespeare, mis en scène par Barbara Frey (de). Il est pendant la saison 2019-2020 membre de l'ensemble du Burgtheater de Vienne sous la direction de Martin Kušej.
Bülow est acteur au cinéma depuis 2012. En 2018, il joue dans la série Dogs of Berlin diffusée sur Netflix. Dans Lindenberg! Mach dein Ding, sorti en 2020, il incarne le chanteur rock Udo Lindenberg et est nommé au Deutscher Filmpreis comme meilleur espoir masculin.

## Théâtre
- 2012 : Odyssée d'après Homère, mise en scène : Uli Jäckle, Deutsches Theater de Berlin
- 2017 : La Bonne Âme du Se-Tchouan (Der gute Mensch von Sezuan) de Bertolt Brecht, mise en scène : Peter Steinert, Schaubühne Berlin
- 2018 : Hamlet de William Shakespeare, mise en scène : Barbara Frey (de), Schauspielhaus de Zurich
- 2019 : Justiz d'après Friedrich Dürrenmatt, mise en scène : Frank Castorf, Schauspielhaus de Zurich
- 2019 : Totart Tatort de Herbert Fritsch, mise en scène : Herbert Fritsch, Schauspielhaus de Zurich
- 2019 : Vögel de Wajdi Mouawad, mise en scène : Itay Tiran, Burgtheater
- 2019 : Die Edda de Thorleifur Orn Arnarsson et Mikael Torfason, mise en scène : Thorleifur Orn Arnarsson, Burgtheater

## Filmographie
Cinéma
- 2013 : Sunny (court métrage)
- 2015 : Wanja
- 2015 : Le Temps des rêves
- 2015 : Monsieur Nounou : Sven
- 2016 : Radio Heimat
- 2018 : L'Inciseur
- 2020 : Lindenberg! Mach dein Ding

Télévision
- 2015 : Unter Gaunern:  Die nackte Paula (série)
- 2015 : Aus der Haut (de)
- 2015 : Notruf Hafenkante: Mattes unter Verdacht (série)
- 2015 : Nacht der Angst
- 2018 : Wishlist: Eine wunderbare Nacht (série)
- 2018 : Morden im Norden: Kinderherz (série)
- 2018 : Dogs of Berlin (série)